# Domenico Zanetti

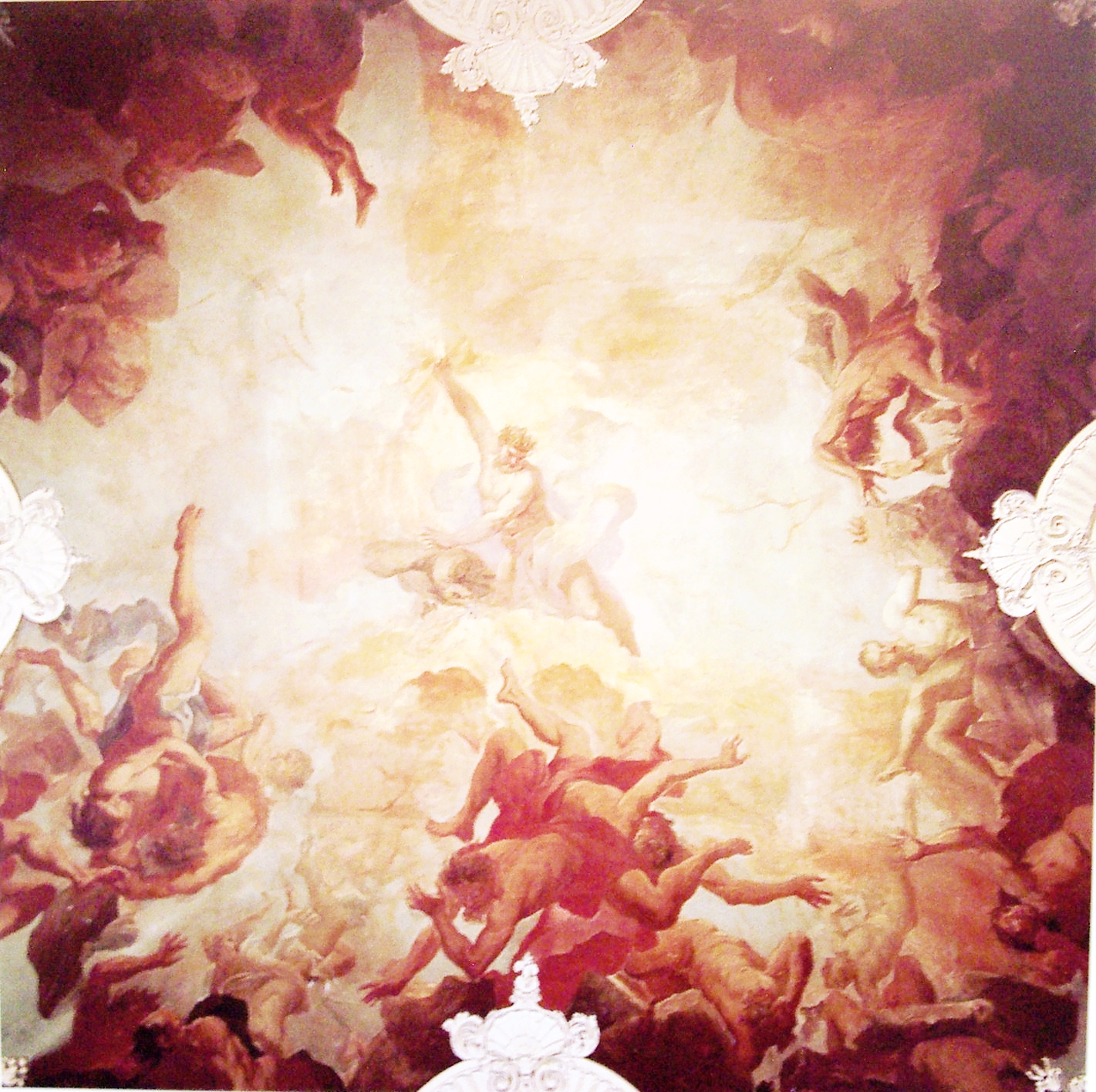
La caduta dei Giganti (Castello di Bensberg)

Domenico Zanetti (Bologna, prima del 1694 – dopo il 1712) fu un pittore veneziano vissuto fra il XVII ed il XVIII secolo.

## Opere
Le sue opere sono note soprattutto in Germania, poiché egli venne ingaggiato, come altri pittori e decoratori italiani quali Antonio Bellucci e Giovanni Antonio Pellegrini, per l'allestimento degli interni di alcuni castelli tedeschi. Alcuni dei suoi dipinti si trovano ora nella Pinacoteca di Düsseldorf. Nello scalone del castello di Bensberg, l'attuale Sala Zanetti, egli affrescò la cupola, che mostra la Caduta dei Giganti.